# العلاقات البلجيكية النيجيرية
العلاقات البلجيكية النيجيرية هي العلاقات الثنائية التي تجمع بين بلجيكا ونيجيريا.

## مقارنة بين البلدين
هذه مقارنة عامة ومرجعية للدولتين:
| وجه المقارنة                                              | بلجيكا                                                                              | نيجيريا                     |
| --------------------------------------------------------- | ----------------------------------------------------------------------------------- | --------------------------- |
| المساحة (كم2)                                             | 30.53 ألف                                                                           | 923.77 ألف                  |
| عدد السكان (نسمة)                                         | 11.37 مليون                                                                         | 190.89 مليون                |
| الكثافة السكانية (ن./كم²)                                 | 372.42                                                                              | 206.64                      |
| العاصمة                                                   | بروكسل                                                                              | أبوجا، لاغوس                |
| اللغة الرسمية                                             | اللغة الهولندية، لغة فرنسية، اللغة الألمانية                                        | لغة إنجليزية، اللغة اليوربا |
| العملة                                                    | يورو، فرنك بلجيكي                                                                   | نيرة نيجيرية                |
| الناتج المحلي الإجمالي (بليون دولار)                      | 492.68 مليار                                                                        | 375.77 مليار                |
| الناتج المحلي الإجمالي (تعادل القوة الشرائية) بليون دولار | 514.74 مليار                                                                        | 1.09 تريليون                |
| الناتج المحلي الإجمالي الاسمي للفرد دولار أمريكي          | 40.32 ألف                                                                           | 2.64 ألف                    |
| الناتج المحلي الإجمالي للفرد دولار أمريكي                 | 43.44 ألف                                                                           | 5.91 ألف                    |
| مؤشر التنمية البشرية                                      | 0.890                                                                               | 0.514                       |
| رمز المكالمات الدولي                                      | +32                                                                                 | +234                        |
| رمز الإنترنت                                              | .be                                                                                 | .ng                         |
| المنطقة الزمنية                                           | توقيت وسط أوروبا، ت ع م+01:00، ت ع م+02:00، توقيت وسط أوروبا الصيفي، أوروبا/بروكسل ‏ | ت ع م+01:00                 |

## مدن متوأمة
في ما يلي قائمة باتفاقيات التوأمة بين مدن بلجيكية ونيجيرية:
- ترتبط بروكسل مع لاغوس باتفاقية توأمة منذ 1 يونيو 1992.

## منظمات دولية مشتركة
يشترك البلدان في عضوية مجموعة من المنظمات الدولية، منها:
| علم المنظمة | اسم المنظمة                               | تاريخ انضمام بلجيكا | تاريخ انضمام نيجيريا |
| ----------- | ----------------------------------------- | ------------------- | -------------------- |
|             | الاتحاد البريدي العالمي                   | ?                   | ?                    |
|             | مؤسسة التنمية الدولية                     | 2 يوليو 1964        | 14 نوفمبر 1961       |
|             | منظمة حظر الأسلحة الكيميائية              | ?                   | ?                    |
|             | منظمة التجارة العالمية                    | ?                   | ?                    |
|             | الأمم المتحدة                             | 27 ديسمبر 1945      | 7 أكتوبر 1960        |
|             | وكالة ضمان الاستثمار متعدد الأطراف        | 18 سبتمبر 1992      | 12 أبريل 1988        |
|             | منظمة الشرطة الجنائية الدولية             | ?                   | ?                    |
|             | مؤسسة التمويل الدولية                     | 27 ديسمبر 1956      | 30 مارس 1961         |
|             | المنظمة الهيدروغرافية الدولية             | ?                   | ?                    |
|             | الاتحاد الدولي للاتصالات                  | 1866                | 11 أبريل 1961        |
|             | البنك الدولي للإنشاء والتعمير             | 27 ديسمبر 1945      | 30 مارس 1961         |
|             | البنك الإفريقي للتنمية                    | ?                   | ?                    |
|             | الفريق المعني برصد الأرض                  | ?                   | ?                    |
|             | المركز الدولي لتسوية المنازعات الاستشارية | 26 سبتمبر 1970      | 14 أكتوبر 1966       |
|             | يونسكو                                    | 29 نوفمبر 1946      | 14 نوفمبر 1960       |

## أعلام
هذه قائمة لبعض الشخصيات التي تربطها علاقات بالبلدين:
- أوغوتشي أونييوو (لاعب كرة قدم أمريكي، 13 مايو 1982[22] – )
- ريان سنوسي (لاعب كرة قدم بلجيكي، 5 يناير 1992[23] – )
- فوسنو أوجو (لاعب كرة قدم بلجيكي، 28 أغسطس 1991[24] – )
- مارفين أوغونجيمي (لاعب كرة قدم بلجيكي، 12 أكتوبر 1987 – )

## وصلات خارجية
- موقع وزارة الخارجية البلجيكية
- موقع وزارة الخارجية النيجيرية